# Thelma Wright
Thelma Wright, född 9 oktober 1951, är en friidrottare från Kanada. Hon deltog vid olympiska sommarspelen 1972 och olympiska sommarspelen 1976.